# Scotopteryx nasifera
Scotopteryx nasifera là một loài bướm đêm trong họ Geometridae.